# West Rockhill
West Rockhill è una township degli Stati Uniti d'America, nella contea di Bucks nello Stato della Pennsylvania. Secondo il censimento del 2010 la popolazione è di 2.256 abitanti.

## Società

### Evoluzione demografica
La composizione etnica vede una maggioranza di quella bianca (98,23%), seguita dagli afroamericani (0,54%) dati del 2000.
| township di West Rockhill Popolazione |       |
| 2000                                  | 4.233 |
| 2010                                  | 2.256 |